# Europa van Nationale Staten
Europa van Nationale Staten (ENS) was een fractie in het Europees Parlement.
Europa van Nationale Staten werd ingesteld na de verkiezingen voor het Europees Parlement in 1994. De grondslag van de fractie was euroscepticisme; het was de eerste fractie in het Europees Parlement met deze ideologie.
De fractie werd opgeheven op 10 november 1996. Leden van de fractie vormden een maand later de fractie Onafhankelijken voor het Europa van de Nationale Staten.

## Leden
| Land       | Nationale partij          | Zetels | Zetels |
| Land       | Nationale partij          | 1994   |        |
| ---------- | ------------------------- | ------ | ------ |
| Denemarken | Junibeweging              | 2      |        |
| Denemarken | Volksbeweging tegen de EU | 2      |        |
| Frankrijk  | Mouvement Pour la France  | 13     |        |
| Nederland  | SGP/GPV/RPF               | 2      |        |
| totaal     | totaal                    | 19     |        |